# TT (Twice)
TT è un singolo del gruppo femminile sudcoreano Twice, pubblicato il 24 ottobre 2016, come unico estratto del terzo EP del gruppo Twicecoaster: Lane 1. 

## Descrizione
Black Eyed Pilseung e Sam Lewis hanno scritto e composto la canzone. Il titolo "TT" si riferisce alla emoticon usata per esprimere la tristezza.

## Classifiche

### Classifiche settimanali
| Classifica (2016) | Posizione massima |
| ----------------- | ----------------- |
| Corea del Sud     | 1                 |

### Classifiche di fine anno
| Classifica (2016) | Posizione |
| ----------------- | --------- |
| Corea del Sud     | 26        |
| Classifica (2017) | Posizione |
| Corea del Sud     | 40        |

## Altre versioni
Una versione in lingua giapponese è stata pubblicata come singolo della prima compilation giapponese del gruppo, #Twice.